# 최독견
최독견(崔獨鵑, 1901년 3월 15일~1970년 6월 5일)은 일제강점기부터 활동한 대한민국의 소설가 겸 극작가이다. 예명 최독견과 본명 최상덕(崔象德)을 함께 사용하였다.
황해도 신천군 출신이다. 고향에서 보통학교를 졸업한 뒤 고등보통학교 재학 중이던 1919년에 3·1 운동의 영향을 받고 상하이로 건너갔다. 다. 상하이에서 혜령전문학교 중문과를 졸업하고 신문사에서 교정기사로 근무하였다. 이때 첫 작품 《유린》을 발표하면서 소설가로 등단했다.
1927년에 출세작이자 대표작이 된 《승방비곡》을 《조선일보》에 연재하여 인기 작가로 부상했다. 최영일과 김은숙이라는 두 남녀의 숙명적 사랑을 그린 이 작품은 전형적인 대중 소설로 많은 인기를 끌었다. 1927년에 발표한 《황혼》은 항일운동가의 아내를 다룬 작품으로 마지막 부분이 검열로 삭제된 적이 있다. 이듬해에는 《매일신보》 학예부장으로 취임했다가 벚꽃 그림을 무궁화로 바꾼 사건으로 퇴사하여 소설 집필에 전념했다.
1935년 상설 극장인 동양극장이 개설되었을 때 전속작가 겸 지배인이 되었다. 최독견은 동양극장 주인 부부인 배구자와 홍순언에게 먼 친척이 되었던 것으로 알려졌다. 동양극장은 신파극을 주로 공연하며 높은 인기를 누렸다. 최독견이 쓴 《승방비곡》도 동양극장의 대표적인 공연작 중 하나였다. 1938년에 홍순언이 사망하면서 최독견이 사장 자리를 물려받았다. 그러나 최독견의 방만한 경영은 중일 전쟁 발발 전후에 신파극이 급격히 쇠퇴한 사회 분위기와 맞물리면서 부도를 내게 되었다. 부도 사태 이후 최독견은 잠적하여 태평양 전쟁 때까지 숨어 지냈다.
종전 후 소군정 지역에서 조만식의 조선민주당 기관지 《황해민보》 발행에 참여했다가, 반동으로 지목되자 1947년에 미군정 지역으로 월남했다. 월남 작가보다는 월북 작가가 흔하던 시절이라, 최독견은 "이북에서 최초로 월남해 온 작가"로 소개되었다.
이후 대구매일신문 주필, 서울신문 편집국장, 연합신문 주필 겸 편집국장, 세계일보 주필 겸 편집국장 등을 지냈고, 한국 전쟁에는 1951년에 조직된 종군작가단 단장으로 참전했다. 한국 전쟁 때의 공로를 인정받아 금성화랑 무공훈장을 수여받았다.
1959년에 월간지 《야화》를 창간했다가 필화 사건에 휘말렸다. 이 잡지에 시인 조영암이 전라도 사람을 모욕하는 글을 썼다가 명예훼손으로 구속된 것이다. 발행인이었던 최독견도 기소되었다가 기소유예 처분을 받아 풀려났다. 《야화》는 상업주의적 의도로 민족 분열을 부추기려 했다는 비판을 받아 여론의 뭇매를 맞았다. 이 사건으로 큰 타격을 받은 최독견은 더 이상 언론계나 문단에서 활동을 하지 못했다.

## 최독견이 등장한 작품
- 김갑수 - 2001년 《동양극장》 KBS 드라마

## 같이 보기
- 동양극장